# Kendama

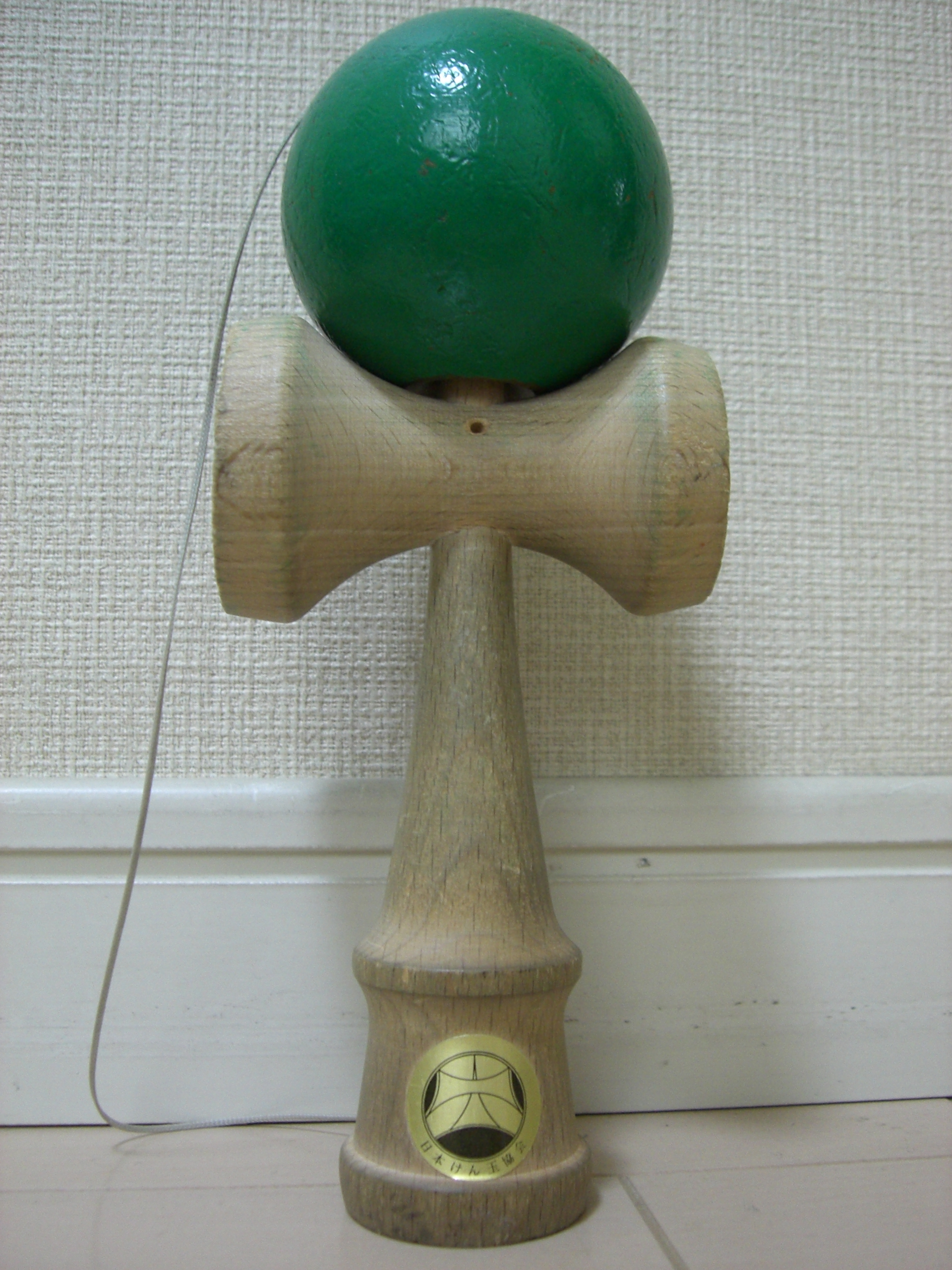
Kendama

Kendama  (jap. けん玉, "sabie [și] minge") este o jucărie tradițională japoneză. Aceasta este formată din mâner (ken), o pereche de cupe (sarado) și o minge (tama) care sunt toate legate între ele printr-o sfoară. Scopul este ca fiecare persoană să arunce bila și să o prindă în interiorul unei cupe sau în spațiul dintre acestea.
Jucăria a ajuns în Japonia pe la sfârșitul secolului al XVII-lea. Orașul Hatsukaichi din prefectura Hiroshima este considerat locul de naștere al Kendamei moderne japoneze.

## Structură

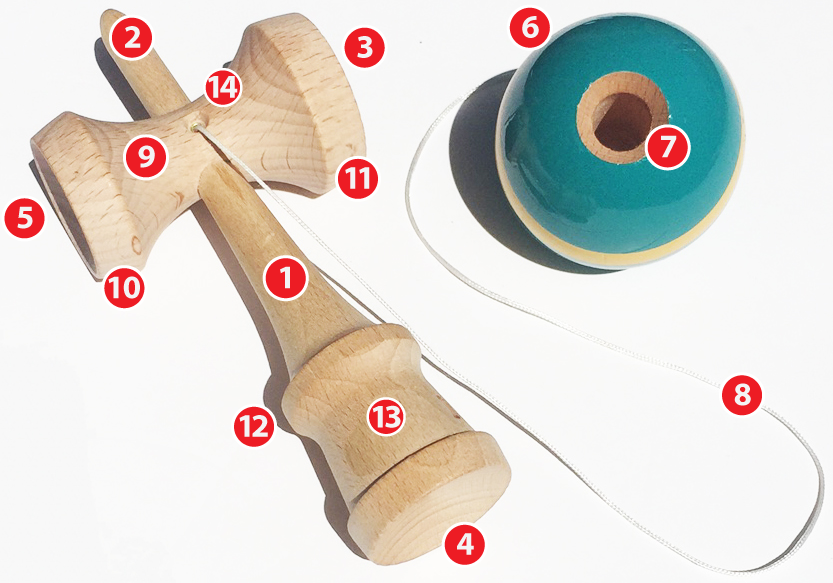
Anatomie

Kendama este de obicei realizată din lemn și cuprinde următoarele:
1. Sabie
2. Vârf de sabie
3. Platou
4. Farfurie medie
5. Farfurie mică
6. Minge
7. Gaură
8. Fir
9. Corpul plăcii
10. Marginea farfurii mici
11. Marginea platoului
12. Țăruș
13. Capătul din spate
14. Orificiu de fixare a firului

## Competiții

### Cupa Mondială Kendama
Începând din 2014, Cupa Mondială Kendama (KWC) este un eveniment anual de 2 zile în timpul verii, care are loc la Hatsukaichi, Hiroshima, Japonia și este cea mai mare competiție de kendama din lume. 
120 de trucuri sunt lansate online înainte de KWC și sunt împărțite în grupuri de 10 trucuri fiecare de 12 ori, formând o listă de trucuri de nivel 1 - nivel 12. Cu cât un truc este de nivel mai înalt, cu atât este mai dificil și valorează mai multe puncte. Numărul de puncte valorat pentru fiecare truc este echivalent cu nivelul acelui truc la pătrat (de exemplu, trucul de nivelul 6 valorează 36 de puncte), cu excepția trucurilor de nivel 11 (în valoare de 151 de puncte) și a trucurilor de nivelul 12 (în valoare de 194 de puncte).
În timpul Zilei 1, toți jucătorii aleg 12 trucuri de la nivelurile 1-10 din lista de trucuri. Jucătorii împart cele 12 trucuri în două runde a câte 6 trucuri fiecare, iar fiecare jucător va avea 3 minute pentru fiecare rundă pentru a finaliza cât mai multe trucuri. Cei 25 de jucători cu cel mai mare punctaj vor avansa în Ziua 2.
În timpul Zilei 2, jucătorii concurează unul câte unul de la jucătorul calificat cu cel mai mic punctaj până la jucătorul calificat cu cel mai mare scor. Fiecare jucător are 3 minute pentru a face un număr nelimitat de trucuri de la nivelurile 3-12, iar fiecare truc poate fi făcut o singură dată. Câștigă jucătorul care obține cel mai mare număr de puncte în perioada lor.

### North American Kendama Open
Cunoscut anterior ca Minnesota Kendama Open, North American Kendama Open (NAKO) este un eveniment anual kendama în Minnesota în fiecare toamnă din 2013.
Stiluri de competiție kendama sunt: speed ladder (scara de viteză), open division (divizia deschisă), freestyle (stilul liber).

#### Speed Ladder
Speed Ladder (scara de viteză) este o cursă pentru a determina cine poate termina cel mai repede un set de trucuri. Jucătorii vor concura printr-o ordine de trucuri pe care le sunt date la eveniment sau înainte de eveniment prin internet.

#### Open Division
Open Division (divizia deschisă) este în format 1vs1. În fiecare rundă, 2 jucători concurează unul împotriva celuilalt și, pe rând, trag un truc la întâmplare. Fiecare truc extras garantează maximum 3 schimburi (de câte ori jucătorii pot încercând acel truc). Câștigă primul jucător care are 3 puncte.

#### Freestyle
Stilul liber este în format 1vs1. Fiecare meci este judecat de un juriu. Cei 2 jucători vor efectua trucuri timp de 45 de secunde, de două ori. Arbitrii votează pentru 3 categorii: creativitate, consecvență și dificultate. Jucătorul cu cele mai multe voturi câștigă runda.

## Scheme pentru kendama
Începători
- Big cup - Prinde bila pe cupa mijlocie.
- Small cup - Prinde bila pe cupa mică.
- Base cup - Prinde bila pe cupa centrală.
- Spike - Prinde bila  pe vârf.
- Airplane - Ține bila, lansează ken-ul și prinde kenul în gaura bilei.
- Moshikame - Prinde bila pe cupa mare și apoi prinde-o pe cupa centrală.
- Jumping stick - După airplane, aruncă ken-ul astfel încât să facă o rotație și apoi să cadă în poziția inițială, cu spike-ul în bilă.
- Orbit - După orice schemă, poți face un înconjur cu kenul în jurul bilei.
- Tic-Tac - După base cup, lovește bila pentru a face un tur prin partea de jos, cu ața întinsă, după care ridic-o și repetă turul, după care prinde bila înapoi pe base cup.
- Around Japan - Big cup- small cup sau invers, după care spike.
- Around World - Big cup - small cup sau invers, base cup și spike.
- Earthturn - Aruncă bila de pe spike astfel încât să cadă înapoi pe spike după ce face o rotație.
- Lighthouse - Aruncă ken-ul direct în sus astfel încât să stea pe bilă cu base cup-ul ca bază.

Intermediari
- Swing-in - lansează bila și prinde-o în spike, adică fă un ,,swing".
- Bird - Prinde bila între marginea cupei mari și spike.
- Little Bird - Prinde bila între marginea cupei  mici și spike.
- Under Bird - Prinde bila între marginea cupei mici/mari și handle.
- Hand-Roll - Rulează ața pe mână de la bilă la ken și finalizează oricum.
- Around Europe - Big cup-Spike-Small cup-Spike-Base cup-Spike
- Stuntplane - Ține bila, trage kenul în sus și prinde-l cu spike-ul în bilă printr-o mișcare în jos.
- Downspike - Inversul stuntplane-ului.
- Ken Flip - Prinde pe cupa mare, aruncă bila, fă o rotație a ken-ului și prinde înapoi pe cupa mare.
- Juggle - Trage bila în sus cam la nivelul ochilor, iar atunci când începe să cadă aruncă ken-ul, lovește bila ca să nu cadă, ia ken-ul după o rotație și prinde bila pe cupa mare.
- Bird Over The Valley - Bird-Little Bird.
- Gunslinger - Ridică bila, învârte ken-ul cu cupa mică pe după unul dintre degete iar apoi prinde bila oriunde.
- Trade Spike - Ține de bilă, lansează ken-ul, aruncă bila, prinde ken-ul și prinde bila în spike.
- Lighthouse flip - După lighthouse, aruncă ken-ul astfel încât să facă o rotație și să cadă iar pe lighthouse, adică fă un ,,flip".
- Bird flip - Bird + flip.
- One turn lighthouse - Lansează ken-ul astfel încât să facă o rotație, adică fă un „turn” (diferit de flip), după care prinde ken-ul în lighthouse.
- One turn airplane - Fă un turn, după care prinde ken-ul ca la airplane.

Avansați
- Whirlwind - Fă un ken flip de la poziția de spike la poziția de spike, bila făcând un earthturn foarte larg.
- Lunar - Prinde ken-ul pe bilă cu cupa mare ca bază, după un swing.
- Spacewalk - Aruncă ken-ul și bila astfel încât să facă o rotație, iar apoi prinde bila în loc de ken și fă un airplane.
- UFO - Fă un Jumping Stick orizontal.
- Turntable - Prinde bila pe cupa mare și fă o rotație orizontală pe degetul arătător a ken-ului în orice sens, bila rămânând pe cupa mare.
- Around USA - Big cup-Spike-Earthturn-Small cup-Spike-Earthturn-Base cup-Spike-Earthturn
- Stilts - Inversul swing bird-ului.
- Mooncircle - Fă un spacewalk, doar că în loc de bilă prinde ken-ul și fă un swing in.
- Cliffhanger - Inversul swing under bird-ului.
- Swirl
- Tornado
- Butterfly
- Lunar flip - Lunar + flip.
- Barrel Roll - Fă o rotație laterală.
- Lunar Tre - Lunar flip + Barrel Roll.
- 1 Up - 1 Turn Airplane-jos-1 Turn Lighthouse-jos-1 Turn Lunar
- Handelstall - Prinde bila pe marginea cupei centrale.
- Wing - Prinde bila pe marginea cupei mari, fără să se sprijine de spike sau de handle.

## Legături externe
- en British Kendama Association
- en Japanese Kendama Association
- en Kendama USA
- Kendama Lithuania Arhivat în 26 august 2019, la Wayback Machine.
- "Istoria Kendamei"